# Wath upon Dearne
Wath upon Dearne est une ville du Yorkshire du Sud, en Angleterre.